# بلندآغاز

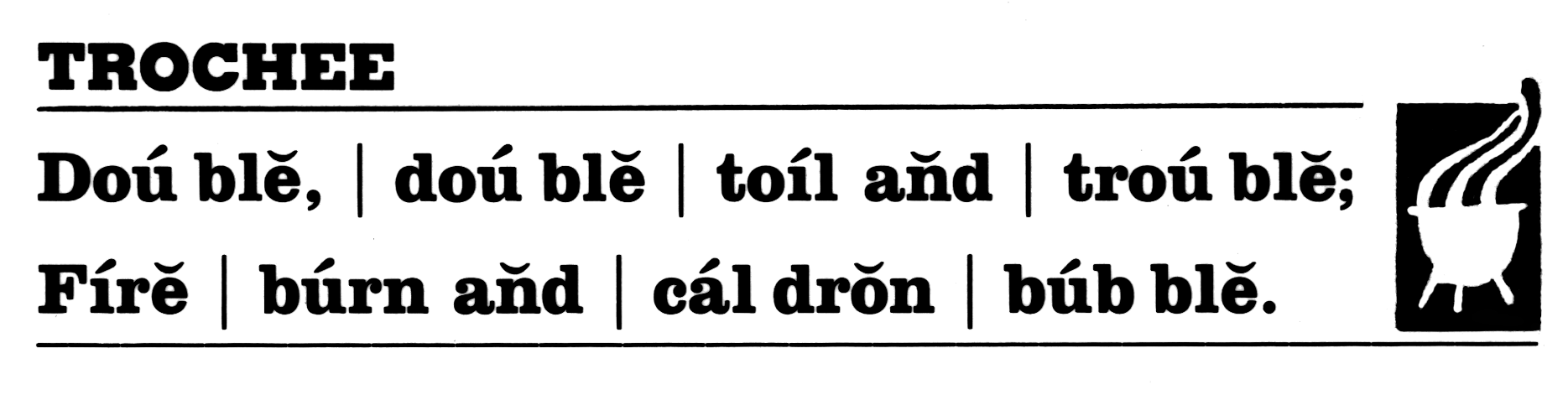
چهارپایه‌ای بلندآغاز در نمایش‌نامهٔ مکبث

در وزن شعر، بلندآغاز (به انگلیسی: trocheeُ، تروکی) یک پایهٔ عروضی در اشعار اروپایی است که از یک هجای تکیه‌دار و سپس یک هجای بی‌تکیه تشکیل شده است. وزن بلندآغاز بنابر این یک وزن افتان است. (برعکس بلندانجام که یک‌وزن خیزان است).
بلندآغاز، در وزن شعر در زبان لاتین و یونانی باستان، این پایه از یک هجای سنگین و سپس یک هجای سبک تشکیل می‌شود (که گاه به‌صورت هجای بلند و کوتاه نیز توصیف شده است). از این منظر، بلندآغاز عکسِ پایهٔ بلندانجام است؛ بنابراین واژهٔ لاتین íbī به دلیل داشتن آهنگِ کوتاه–بلند، در مطالعات وزنی لاتین یک کوتاه‌آغاز به‌شمار می‌آید، اما چون تکیه در هجای نخست است، در زبان‌شناسی امروزی آن را بلندآغاز تلقی می‌کنند.
صورت صفتیِ این واژه، trochaic است. واژهٔ انگلیسی trochee خود یک بلندآغاز است، زیرا از هجای پرتکیهٔ ‎/ˈtroʊ/‎ و هجای بی‌تکیهٔ ‎/kiː/‎ تشکیل شده است.
نام دیگرِ کم‌کاربردتر برای بلندآغاز، کورئه (choree) یا کورئوس (choreus) است. در فارسی به آن، «رکن دوهجایی ضرب‌آغاز» هم گفته‌اند.

## ریشه‌شناسی
واژهٔ trochee از زبان فرانسوی trochée گرفته شده که خود برگرفته از واژهٔ لاتین trochaeus است و ریشهٔ آن به واژهٔ یونانی باستانِ τροχός، «trokhós» بازمی‌گردد، و از عبارت τροχαῖος πούς، «trokhaîos poús» گرفته شده است؛ این واژه با فعل τρέχω، «trékhō» نیز در پیوند است. واژهٔ کم‌کاربردترِ choree از χορός، «khorós» گرفته شده است؛ هر دو واژه به ریتم «غلتان» یا «روان» این پایهٔ وزنی اشاره دارند. این اصطلاح در اواخر سدهٔ شانزدهم وارد [[زبان انگلیسی] شد.
در سنت باستانی، این دیدگاه رواج داشت که وزن بلندآغاز از وزن کوتاه‌آغاز سریع‌تر است. در نمایش‌نامه‌ها، این وزن غالباً با موقعیت‌های پرتحرک و شاد همراه است. یک مفسر یونانی باستان اشاره می‌کند که نام آن از استعارهٔ «دوندگان» گرفته شده است (ἐκ μεταφορᾶς τῶν τρεχόντων) و عروض‌دان رومی، مارکوس ویکتورینوس، می‌گوید این وزن به‌سبب «دویدن و سرعت» چنین نام گرفته است (dictus a cursu et celeritate).

## نمونه‌ها
وزن بلندآغاز گاه در آثار ویلیام شکسپیر دیده می‌شود:
Double, double, toil and trouble;

Fire burn and cauldron bubble.
شاید به دلیل سادگی آن، این وزن در شعرهای کودکانه نیز بسیار رایج است:
Peter, Peter pumpkin-eater

Had a wife and couldn't keep her.
شعر بلندآغاز در شعر لاتین، به‌ویژه در دوران سده‌های میانه، نیز بسیار شناخته‌شده است. از آن‌جا که در لاتین قرون وسطی تکیه هرگز بر هجای پایانی واژه قرار نمی‌گیرد، این زبان برای شعر بلندآغاز بسیار مناسب است. سرود روز خشم در آمرزانه نمونه‌ای از آن است:
Dies irae, dies illa

Solvet saeclum in favilla

Teste David cum Sibylla.
حماسهٔ ملی فنلاند، یعنی کالوالا، مانند بسیاری از اشعار کهن فنلاندی، در گونه‌ای از چهارپایه‌ای بلندآغاز سروده شده است.
وزن بلندآغاز در ادبیات لهستان و چک نیز محبوب است. شعر ادیسون از ویتسزلاف نِزوال با وزن شش‌پایه‌ای بلندآغاز سروده شده است.

### در لاتین
در زبان‌های یونانی و لاتین، ساختار هجایی بر اساس بلند و کوتاه بودن هجاها استوار است، نه تکیه‌دار یا بی‌تکیه بودن آن‌ها. در دورهٔ کلاسیک، وزن بلندآغاز در شعر لاتین کاربرد کمی داشت و بیشتر در بخش‌هایی از تراژدی‌ها و کمدی‌ها دیده می‌شد. دو وزن اصلی مورد استفاده در کمدی‌های لاتین، هفت‌پایه‌ای بلندآغاز و هشت‌پایه‌ای بلندآغاز بودند.